# جلیل‌آباد (چاراویماق)
جلیل‌آباد یکی از روستاهای استان آذربایجان شرقی است که در دهستان قوری‌چای شرقی بخش مرکزی شهرستان چاراویماق واقع شده‌است.این روستا ۴۲ نفر جمعیت دارد.